# Lista jocurilor video: P-S
Aceasta este o listă alfabetică de jocuri video, care conține jocurile de la P la S
- Jocuri video A-C
- Jocuri video D-H
- Jocuri video I-O
- Jocuri video P-S
- Jocuri video T-Z

## P
- Pac-Man seria
  - Pac-Man
  - Pac-Man Collection
  - Pac-Man and the Ghostly Adventures
  - Pac-Man and the Ghostly Adventures 2 (Nintendo 3DS, Wii U, Playstation 3, Xbox 360)
- Pac-Pix
- Painkiller
- Palace of Magic (1987)
- Panzer Dragoon Orta (Xbox, 2003)
- Panzer General
- Panzer Strike
- Paperboy (1984)
- Paper Mario seria
  - Paper Mario: The Thousand-Year Door
  - Super Paper Mario
  - Paper Mario: Sticker Star
  - Paper Mario: Color Splash
  - Paper Mario: Origami King
- Paradise (joc video)
- PaRappa the Rapper
- Paradroid seria
- Paranoia
- Parasol Stars
- PARSEC47
- Patrician seria
  - Patrician I
  - Patrician II
  - Patrician III
- Patton Strikes Back (Brøderbund, 1991)
- Pentagram
- Perception
- Perfect Dark
- The Perfect General
- Phantasie seria
- Phantasy Star seria
  - Phantasy Star
  - Phantasy Star II
  - Phantasy Star III
  - Phantasy Star IV
  - Phantasy Star Online
- Pharaoh
- Philosopher's Quest (Topologika, 1982)
- Photopia (Adam Cadre, 1998)
- Pick Up The Phone Booth And Die (Rob Noyes, 1996)
- Pigskin 621 A.D.
- Pikmin seria
  - Pikmin 2
  - Pikmin 3
  - Pikmin 3 Deluxe
- Pilotwings seria
  - PilotWings 64 (1996)
  - Pilotwings Resort
- Pinball
- Pinball-e
- Pinball Construction Set
- Pingus
- Pirates seria (1987)
- Pitfall seria
  - Pitfall The Lost Expedition
  - Pitfall: The Mayan Adventure
- Pit-Fighter
- Planescape: Torment
- Planeshift
- Planet of the Apes
- Planet's Edge
- Planetfall
- Player Manager
- Plotting
- Pocket Tanks seria
  - Pocket Tanks Deluxe
- Pocky & Rocky
- Pogo Joe
- Point Blank
- Point Blank 2
- Poizone
- Pokémon seria 
  - Hey You, Pikachu!
  - New Pokémon Snap
  - Pokémon Blue
  - Pokémon Channel
  - Pokémon Colosseum
  - Pokémon Crystal
  - Pokémon Dash
  - Pokémon Diamond
  - Pokémon Emerald
  - Pokémon FireRed
  - Pokémon Gold
  - Pokémon LeafGreen
  - Pokémon Moon
  - Pokémon Pearl
  - Pokémon Pinball
  - Pokémon Pinball: Ruby & Sapphire
  - Pokémon Puzzle Challenge
  - Pokémon Puzzle League
  - Pokémon Red
  - Pokémon Ruby
  - Pokémon Sapphire
  - Pokémon Shield
  - Pokémon Silver
  - Pokémon Smile
  - Pokémon Snap
  - Pokémon Stadium
  - Pokémon Stadium 2
  - Pokémon Sun
  - Pokémon Sword
  - Pokémon Trading Card Game Online (Pokémon TCGO)
  - Pokémon Ultra Moon
  - Pokémon Ultra Sun
  - Pokémon Unite
  - Pokémon XD: Gale of Darkness
  - Pokémon Yellow Version: Special Pikachu Edition
- Polarium
- Pole Position seria
- Police Quest seria
- PONG
- Pool of Radiance
- Pool Shark 2
- Pools of Darkness
- Populous seria
- Portal Runner
- Power Drift
- Power Rangers seria
  - Power Rangers: Time Force
- Power Stone seria
- Powerpuff Girls: Bad Mojo Jojo
- Powerpuff Girls: Battle Him
- Powerpuff Girls: Paint the Townsville Green
- P. P. Hammer and his Pneumatic Weapon
- Premier Manager 2005/2006
- Premier Manager 2006-2007
- Prince of Persia seria
  - Prince of Persia
  - Prince of Persia 2: The Shadow and the Flame
  - Prince of Persia 3D
  - Prince of Persia: The Sands of Time trilogy
    - Prince of Persia: The Sands of Time
    - Prince of Persia: Warrior Within (Prince of Persia: Revelations)
      - Battles of Prince of Persia

    - Prince of Persia: The Two Thrones (Prince of Persia: Rival Swords)

  - Prince of Persia Wii
- The Prisoner
- Prisoner 2
- Project Eden
- Project Entropia
- Project Gotham Racing
  - Project Gotham Racing 2
  - Project Gotham Racing 3
- Project-X
- Protostar
- PSSST
- Puggsy
- Putty
- Puyo Pop Fever
- Puzzle Challenge: Crosswords and More
- Puzznic
- Pyjamarama
- PySol

## Q
- Q*bert
- Qix
- Quackshot
- Quake seria
  - Quake
  - Quake II
  - Quake III Arena
  - Quake 4
  - Enemy Territory: Quake Wars
- Quantum
- Quantum Legacy
- Quest 64
- Quest for Glory seria
- The Quest for the Rings (Magnavox, 1981)
- Quirk
- Quiz & Dragons

## R
- R-Type seria
- Race War Kingdoms
- Racing Destruction Set
- Racing Gears Advance
- Radar Rat Race
- Radiant Silvergun
- Radical Dreamers
- Ragnarok Online
- Raiden (seria)
  - Raiden
- Railroad Tycoon seria
  - Railroad Tycoon (1990)
  - Railroad Tycoon II
  - Railroad Tycoon 3
- Tom Clancy's Rainbow Six seria
- Rainbow Islands
- Rampage seria
  - Rampage
  - Rampage Puzzle Attack
- Rampart
- Ratchet & Clank seria
  - Ratchet & Clank (2002)
  - Ratchet & Clank: Going Commando (2003)
  - Ratchet & Clank: Up Your Arsenal (2004)
  - Ratchet: Deadlocked (2005)
- Rave Master
- Rayman seria
  - Rayman (1996)
  - Rayman 2: The Great Escape (1999)
  - Rayman 2: Revolution
  - Rayman 3: Hoodlum Havoc (2003)
  - Rayman Advance (2001)
  - Rayman Arena (2002)
  - Rayman DS (2005)
  - Rayman: Hoodlum's Revenge (2005)
  - Rayman: Raving Rabbids (2006)
- Reach for the Stars
- Ready 2 Rumble Boxing
  - Ready 2 Rumble Boxing Round 2
- Ready, Aim, Fire
- Rebelstar
- Rebelstar: Tactical Command (2005)
- Rebelstar Raiders
- Red Alert seria (legat de seria Command & Conquer)
  - Red Alert și pachetele adiționale Counterstrike și The Aftermath
  - Red Alert 2 and expansion pack Yuri's Revenge
- Red Baron (1990)
- Red Baron 2 (1997)
- Red Baron 3D (1998)
- Red Dead Redemption (2010)
- Red Dead Redemption 2 (2018)
- Red Faction seria
  - Red Faction
  - Red Faction 2
- Red Storm Rising
- Reign of Fire
- Relentless
- Renegade
- The Repton (seria)
- Rescue at Rigel (Epyx, 1980)
- Resident Evil seria
  - Resident Evil 0
  - Resident Evil
  - Resident Evil 2
  - Resident Evil 3: Nemesis
  - Resident Evil Code: Veronica
  - Resident Evil 4
  - Resident Evil 5
- Retro Atari Classics
- Return To Castle Wolfenstein
- Return Fire
- Revenge of the Mutant Camels
- Reversi
- REZ
- Ridge Racer
- Ridge Racer 6
- Rings of Zilfin
- Rise of Nations
- Rise of the Robots
- Rise of the Triad
- Riven: The Sequel to Myst
- Road Champs BXS Stunt Biking
- Road Rash
- Robo Rumble
- Robocode
- RoboSport
- Robotfindskitten
- Robotrek
- Robotron
- Robots (joc pentru Unix)
- Robots (DS, GBA, GCN, PS2, XBOX, PC)
- RobotWar (MUSE, 1981)
- Robot Odyssey
- Rocket Power: Dream Scheme
- Rocket Power: Gettin' Air
- Rocket Ranger
- Rock 'n' Roll
- Rock N' Roll Racing
- Rocks 'n' Diamonds
- Rockstar (Wizard, 1989)
- Rockstar Ate My Hamster, a (Codemasters, 1988)
- Rogue
- Roller Coaster (joc de platformă din 1985 pentru ZX Spectrum)
- RollerCoaster Tycoon seria
  - RollerCoaster Tycoon
  - RollerCoaster Tycoon 2
  - RollerCoaster Tycoon 3
- Rolling battlefield
- Romance of the Three Kingdoms
- Rome: Total War
- Rose Online
- The Rub Rabbits!
- Rudora no Hihou (a.k.a. Treasure of the Rudras)
- Rugby Challenge 2006
- Rugby 2005
- Rugby 06
- Rugrats: Castle Capers
- Rugrats in Paris - The Movie
- Rumble in the Rink
- RuneScape

## S

### Sa-Se
- Sabre Wulf
- Sabrina the Animated Series: Zapped!
- Sacrifice
- SaGa seria
- Scary Teacher 3D 
  - Final Fantasy Legend (Makai Toushi SaGa)
  - Final Fantasy Legend II (SaGa 2)
  - Final Fantasy Legend III (SaGa 3)
  - Romancing SaGa
    - Romancing SaGa: Minstrel Song

  - Romancing SaGa 2
  - Romancing SaGa 3
  - SaGa Frontier
  - SaGa Frontier 2
  - Unlimited Saga
- Sakura Wars seria
- Salmon Run
- Sam & Max Hit the Road
- Samba de Amigo
- Sanxion
- Sargon (chess)
- Saucer Attack
- Savage: The Battle for Newerth
- Save New York
- Scarface: The World is Yours
- Schizm: Mysterious Journey
- Scooby-Doo! Classic Creep Capers
- Scooby Doo: Mystery of the Fun Park Phantom
- Scram
- Second Front
- Second Sight
- Secret of Mana (Seiken Densetsu 2)
- Secret Service
- Secret Weapons of the Luftwaffe
- Sega Rally seria
- Seiken Densetsu seria (din seria Mana)
  - Final Fantasy Adventure (Seiken Densetsu: Final Fantasy Gaiden)
    - Sword of Mana (Shinyaku Seiken Densetsu)

  - Secret of Mana (Seiken Densetsu 2)
  - Seiken Densetsu 3
  - Dawn of Mana (Seiken Densetsu 4)
  - Legend of Mana (Seiken Densetsu: Legend of Mana)
  - Children of Mana (Seiken Densetsu DS: Children of Mana)
  - Heroes of Mana
- Sensible Golf
- Sensible Soccer
- Sensible Train Spotting
- Sentimental Graffiti
- Serious Sam seria
- Serpent Isle
- Settlers, the seria (Toate dezvoltate de Blue Byte Software)
  - The Settlers (1993)
  - The Settlers II (1996)
  - The Settlers III (1998)
  - The Settlers IV (2001)
  - The Settlers: Heritage of Kings (2005)
- Seven Cities of Gold
- Seventh Guest

### Sh
- Shadow Fighter
- Shadow of the Beast seria
- Shadow of the Colossus
- Shadow of Memories (Shadow of Destiny)
- Shadow the Hedgehog
- Shadowgate
- Shadowman
- Shadowman: 2nd Coming
- Shadowrun
- Shadowrun MUSH
- Shamus
- Shanghai Solitaire ("Mahjong")
- Shaq Fu
- Shattered Galaxy
- Shaun Palmer's Pro Snowboarder
- Shenmue (2000)
- Shenmue 2
- Shingen the Ruler
- Shining Force (seria)
- Shogun: Total War
- Shrek: Fairy Tale Freakdown

### Si
- Sid Meier's Alpha Centauri
- Sid Meier's SimGolf
- Sid Meier's Pirates!
- Siege of Avalon
- Silent Bomber
- Silent Hill seria
- Silent Hunter
- Silent Service
- Silent Storm
- Silkworm
- Silpheed
- SimTheme Park
- SimAnt
- Sim Brick
- SimCity seria (1987)
  - SimCity 2000
  - SimCity 3000
  - SimCity 4
- SimCopter
- SimEarth (Maxis, 1990)
- SimFarm
- SimGolf
- SimHealth
- SimIsle
- SimLife
- SimPark
- SimSafari
- Simon the Sorcerer seria
- SimTower (Maxis, 1995)
- SimTown
- The Sims seria
  - The Sims
  - The Sims: Makin' Magic
  - The Sims 2
  - The Sims 2: University
  - The Sims Bustin' Out
  - The Sims Hot Date
  - The Sims House Party
  - The Sims Livin' Large
  - The Sims Online
  - The Sims Superstar
  - The Sims Unleashed
  - The Sims Vacation
- The Simpsons Road Rage
- The Simpsons Hit 'n Run
- Simutrans
- Sin
- Sinistar
- Sinking Island
- Sins of a Solar Empire

### Sk-So
- Skateboard Park Tycoon
- Skies of Arcadia seria
- Ski Free (Microsoft, 1991)
- Skool Daze
- Skyborg: Into the Vortex
- Smash TV
- Sleepwalker (CTA, 1993)
- Snakes
- Snood
- Snoopy
- Snoopy Tennis (GBC, G&W)
- Softporn Adventure! (Sierra Entertainment, 1981)
- Sokoban
- Solar Jetman: Hunt for the Golden Warpship
- Solar Striker
- Solar Winds (Epic Megagames, 1993)
- Soldat
- Soldier of Fortune
- Solitaire's Journey
- Sonic the Hedgehog' seria
  - Sonic the Hedgehog (16-bit)
  - Sonic the Hedgehog 2 (16-bit)
  - Sonic the Hedgehog 3
  - Sonic & Knuckles
  - Sonic the Hedgehog (8-bit)
  - Sonic the Hedgehog 2 (8-bit)
  - Sonic the Hedgehog 2006
  - Sonic 3D Blast
  - Sonic Advance
  - Sonic Advance 2
  - Sonic Advance 3
  - Sonic Adventure
  - Sonic Adventure 2
  - Sonic Adventure 2: Battle
  - Sonic Adventure DX
  - Sonic Battle
  - Sonic CD
  - Sonic Chaos
  - Sonic Drift
  - Sonic Drift 2
  - Sonic the Hedgehog 2
  - Sonic the Hedgehog 3
  - Sonic Heroes
  - Sonic Labyrinth
  - Sonic Pinball Party
  - Sonic Riders
  - Sonic Rivals
  - Sonic Rush
  - Sonic and the Secret Rings
  - Sonic Spinball
  - Sonic Triple Trouble
- Sopwith
- Soul Calibur' seria
- Soul Edge
- South Park
- South Park: Chef's Love Shack
- South Park Rally

### Sp
- Space
- Space II
- Space Ace
- Space Bastards
- Space Bunnies Must Die!
- Space Channel 5
- Space Invaders
- Space Quest' seria
- Space Simulator
- Space Rangers
- Space Taxi
- Spacewar! (1962)
- Spaceward, Ho!
- Spasim (PLATO, 1974)
- Speedball' seria
- Spellbreaker
- Spelljammer: Pirates of Realmspace (Cybertech, 1992)
- Spelunker
- Spheres of Chaos
- Spice World
- Spider and Web (Andrew Plotkin, 1998)
- Spider Man: The Movie
- Spider Man 2
- Spider Man: Mysterio's Menace
- Spider Man 2: The Sinister Six
- Tom Clancy's Splinter Cell
- Tom Clancy's Splinter Cell: Chaos Theory
- Tom Clancy's Splinter Cell: Double Agent
- Tom Clancy's Splinter Cell: Pandora Tomorrow
- Spongebob Squarepants: Legend of the Lost Spatula
- Spongebob Squarepants: Supersponge
- Sprung
- Spy Hunter' seria (Midway, 1984)
- Spyro the Dragon' seria
  - Spyro the Dragon
  - Spyro 2: Ripto's Rage
  - Spyro: Year of the Dragon
  - Spyro: Season of Ice
  - Spyro 2: Season of Flame
  - Spyro: Enter the Dragonfly
  - Spyro: Attack of the Rhynocs
  - Spyro: A Hero's Tail
- Splatoon
- Spy vs. Spy

### Ss-St
- SSX' seria
  - SSX Tricky
  - SSX 3
  - SSX On Tour
  - SSX Blur
- Star Control' seria (Accolade, 1990, 1992, 1996)
- StarCraft' seria (Blizzard, 1997)
  - StarCraft
  - StarCraft Brood War
- Stardust
- Starflight' seria
  - Starflight (1986)
  - Starflight 2 (1989)
- Star Fox' seria
  - Star Fox
  - Star Fox 64
  - Star Fox Adventures
  - Star Fox Assault
  - Star Fox Command (DS,2006)
  - Star Fox Zero (Nintendo Wii U, 2016)
- Starglider' seria
- Stargoose
- Starhawk
- Star Legions
- Starquake
- Star Raiders
- Stars!
- Starship Command
- Starship Titanic
- Starsiege: Tribes
- Startropics
- Startropics 2
- Startopia
- Start-Up
- Star Sonata
- Star Ocean' seria
  - Star Ocean: Fantastic Space Odyssey
  - Star Ocean: The Second Story
  - Star Ocean: Blue Sphere
  - Star Ocean: Till the End of Time
- Star Trek
- Star Trek: Armada
- Star Trek: Armada II
- Star Trek: Conquest Online
- Star Wars Battlefront
- Star Wars: Dark Forces
- Star Wars DroidWorks
- Star Wars Episode III: Revenge of the Sith
- Star Wars Galactic Battlegrounds (2001)
- Star Wars Galaxies (2003)
- Star Wars Jedi Knight: Dark Forces II(1997)
- Star Wars Jedi Knight II: Jedi Outcast(2002)
- Star Wars Jedi Knight: Jedi Academy
- Star Wars Jedi Power Battles
- Star Wars: Knights of the Old Republic
- Star Wars: Knights of the Old Republic II: The Sith Lords
- Star Wars: Rebel Assault
- Star Wars: Rebel Assault II - The Hidden Empire
- Star Wars: Rogue Squadron' seria (LucasArts, 1998, 2001, 2003)
- Star Wars: Republic Commando
- Steel Beasts' seria (eSim Games, 2000, 2004)
- Steel Panthers
- Stick Soldiers
- Stick Soldier II
- Stonkers
- Strange Adventures in Infinite Space
- Stratagus
- Strategic Command
- Strategic Command II
- Strategic Conquest
- Street Fighter' seria
- Street Racer (Atari, 1977)
- Street Racing Syndicate
- Streets of SimCity
- Strike Fleet
- Stronghold (2001 game)
- Stronghold 2
- S.T.U.N. Runner (Atari Games, 1989)
- Stunt Island (Disney Interactive, 1992)
- Stuntman (Atari, 2002)
- Stunts (Broderbund, 1990)

### Su-Sy
- Sudeki
- Suikoden' seria
- SunDog: Frozen Legacy (FTL, 1984)
- Supaplex
- Super Breakout (Atari)
- Super Foul Egg
- Superfrog
- Super Hang-On
- Super Mario Bros.' seria
  - Super Mario Bros.
  - Super Mario Bros. 2
  - Super Mario Land (1989)
  - Super Mario Bros. 3 (1990)
  - Super Mario World (1991)
  - Super Mario Land 2: 6 Golden Coins (1992)
  - Super Mario All-Stars (1993)
  - Super Mario All-Stars & World (1994)
  - Super Mario World 2: Yoshi's Island (1995)
  - Super Mario 64 (1996)
  - Super Mario RPG (1996)
  - Super Mario Bros. Deluxe (1999)
  - Super Mario Advance (2001)
  - Super Mario World: Super Mario Advance 2 (2002)
  - Yoshi's Island: Super Mario Advance 3 (2002)
  - Super Mario Advance 4: Super Mario Bros 3 (2003)
  - Super Mario Sunshine
  - Super Mario 64 DS
  - Yoshi's Island 2
  - Super Mario Galaxy
  - Super Mario Kart
- Super Smash Bros. seria (1999)
  - Super Smash Bros. Melee (2001)
  - Super Smash Bros. Brawl (2007)
- Super Spike V'Ball
- Super Star Wars
- Super Star Wars: The Empire Strikes Back
- Super Star Wars: Return of the Jedi
- Super Street Fighter 2 Turbo Revival
- SuperTux
- Super Zaxxon
- Supreme Commander
- Supreme Ruler 2010
- Survivor
- Sword of Aragon
- Sword of Sodan
- S.W.I.N.E.
- Syberia
- Syberia II
- Syndicate seria (Bullfrog)
  - Syndicate (1993/1994)
  - Syndicate Wars (1996)
  - Syndicate: American Revolt (1994)
- System Shock seria (1994)
  - System Shock 2 (1999)